# خيسوس زامبرانو
خيسوس زامبرانو (بالإسبانية: Jessús Zambrano) هو متسابقة ملكة الجمال وعارض فنزويلي، ولد في 22 ديسمبر 1989 في ولاية تاتشيرا في فنزويلا.